# Forcipomyia despecta
Forcipomyia despecta är en tvåvingeart som beskrevs av Jean-Jacques Kieffer 1921. Forcipomyia despecta ingår i släktet Forcipomyia och familjen svidknott.
Artens utbredningsområde är Taiwan. Inga underarter finns listade i Catalogue of Life.